# 100 mètres féminin aux Jeux olympiques d'été de 2020 (athlétisme)
Pour des articles plus généraux, voir Athlétisme aux Jeux olympiques d'été de 2020 et 100 mètres aux Jeux olympiques.
Navigation
Rio 2016 Paris 2024
L'épreuve du 100 mètres féminin aux Jeux olympiques de 2020 se déroule les 30 et 31 juillet 2021 au Stade olympique national de Tokyo, au Japon.

## Records
Avant cette compétition, les records dans cette discipline étaient les suivants : 
| Record du monde  | Florence Griffith-Joyner (USA) | 10 s 49 | Indianapolis | 16 juillet 1988 |
| Record olympique | Elaine Thompson (JAM)          | 10 s 61 | Tokyo        | 31 juillet 2021 |

## Résultats

### Finale
| Rang                                | Couloir | Athlète                 | Pays            | Temps de réaction | Temps | Notes |
| ----------------------------------- | ------- | ----------------------- | --------------- | ----------------- | ----- | ----- |
| Médaille d'or, Jeux olympiques      | 4       | Elaine Thompson-Herah   | Jamaïque        | 0.150             | 10.61 | OR    |
| Médaille d'argent, Jeux olympiques  | 5       | Shelly-Ann Fraser-Pryce | Jamaïque        | 0.139             | 10.74 |       |
| Médaille de bronze, Jeux olympiques | 7       | Shericka Jackson        | Jamaïque        | 0.152             | 10.76 | PB    |
| 4                                   | 6       | Marie-Josée Ta Lou      | Côte d'Ivoire   | 0.158             | 10.91 |       |
| 5                                   | 8       | Ajla Del Ponte          | Suisse          | 0.129             | 10.97 |       |
| 6                                   | 9       | Mujinga Kambundji       | Suisse          | 0.138             | 10.99 |       |
| 7                                   | 3       | Teahna Daniels          | États-Unis      | 0.144             | 11.02 |       |
| 8                                   | 2       | Daryll Neita            | Grande-Bretagne | 0.108             | 11.12 |       |

### Demi-finales
Les 2 premières de chaque série (Q) et les 2 meilleurs temps (q) se qualifient pour la finale.

#### Série 1
| Rang | Couloir | Athlète               | Pays            | Temps de réaction | Temps | Notes |
| ---- | ------- | --------------------- | --------------- | ----------------- | ----- | ----- |
| 1    | 4       | Elaine Thompson-Herah | Jamaïque        | 0.157             | 10.76 | Q     |
| 2    | 6       | Ajla del Ponte        | Suisse          | 0.109             | 11.01 | Q     |
| 3    | 7       | Dina Asher-Smith      | Grande-Bretagne | 0.148             | 11.05 |       |
| 4    | 8       | Jenna Prandini        | États-Unis      | 0.149             | 11.11 | SB    |
| 5    | 2       | Khamica Bingham       | Canada          | 0.150             | 11.22 |       |
| 6    | 3       | Tynia Gaither         | Bahamas         | 0.130             | 11.31 |       |
| 7    | 9       | Tatjana Pinto         | Allemagne       | 0.163             | 11.35 |       |
| —    | 5       | Blessing Okagbare     | Nigeria         | —                 | —     | DNS   |

#### Série 2
| Rang | Couloir | Athlète             | Pays              | Temps de réaction | Temps | Notes |
| ---- | ------- | ------------------- | ----------------- | ----------------- | ----- | ----- |
| 1    | 5       | Marie-Josée Ta Lou  | Côte d'Ivoire     | 0.147             | 10.79 | Q     |
| 2    | 6       | Shericka Jackson    | Jamaïque          | 0.147             | 10.79 | Q     |
| 3    | 4       | Michelle-Lee Ahye   | Trinité-et-Tobago | 0.132             | 11.00 | SB    |
| 4    | 7       | Alexandra Burghardt | Allemagne         | 0.151             | 11.07 |       |
| 5    | 9       | Javianne Oliver     | États-Unis        | 0.166             | 11.08 |       |
| 6    | 2       | Crystal Emmanuel    | Canada            | 0.149             | 11.21 |       |
| 7    | 3       | Ge Manqi            | Chine             | 0.145             | 11.22 |       |
| 8    | 8       | Asha Philip         | Grande-Bretagne   | 0.134             | 11.30 |       |

#### Série 3
| Rang | Couloir | Athlète                 | Pays            | Temps de réaction | Temps | Notes |
| ---- | ------- | ----------------------- | --------------- | ----------------- | ----- | ----- |
| 1    | 5       | Shelly-Ann Fraser-Pryce | Jamaïque        | 0.136             | 10.73 | Q     |
| 2    | 7       | Mujinga Kambundji       | Suisse          | 0.128             | 10.96 | Q     |
| 3    | 6       | Teahna Daniels          | États-Unis      | 0.144             | 10.98 | q, PB |
| 4    | 4       | Daryll Neita            | Grande-Bretagne | 0.135             | 11.00 | q     |
| 5    | 9       | Nzubechi Grace Nwokocha | Nigeria         | 0.142             | 11.07 |       |
| 6    | 2       | Gina Bass               | Gambie          | 0.140             | 11.16 |       |
| 7    | 8       | Murielle Ahouré         | Côte d'Ivoire   | 0.124             | 11.28 |       |
| 8    | 3       | Anna Bongiorni          | Italie          | 0.159             | 11.38 |       |

### Séries
Les 3 premières de chaque série (Q) et les 3 meilleurs temps (q) se qualifient pour les demi-finales.

#### Série 1
| Rang | Couloir | Athlète               | Pays               | Temps de réaction | Temps | Notes |
| ---- | ------- | --------------------- | ------------------ | ----------------- | ----- | ----- |
| 1    | 5       | Teahna Daniels        | États-Unis         | 0.136             | 11.04 | Q     |
| 2    | 4       | Dina Asher-Smith      | Grande-Bretagne    | 0.103             | 11.07 | Q     |
| 3    | 8       | Murielle Ahouré       | Côte d'Ivoire      | 0.132             | 11.16 | Q, SB |
| 4    | 7       | Ge Manqi              | Chine              | 0.149             | 11.20 | q     |
| 5    | 6       | Salomé Kora           | Suisse             | 0.146             | 11.25 |       |
| 6    | 9       | Marije van Hunenstijn | Pays-Bas           | 0.158             | 11.27 | SB    |
| 7    | 2       | Joella Lloyd          | Antigua-et-Barbuda | 0.173             | 11.54 |       |
| 8    | 3       | Asimenye Simwaka      | Malawi             | 0.161             | 11.68 | NR    |

#### Série 2
| Rang | Couloir | Athlète               | Pays              | Temps de réaction | Temps | Notes |
| ---- | ------- | --------------------- | ----------------- | ----------------- | ----- | ----- |
| 1    | 7       | Elaine Thompson-Herah | Jamaïque          | 0.158             | 10.82 | Q     |
| 2    | 5       | Mujinga Kambundji     | Suisse            | 0.111             | 10.95 | Q, NR |
| 3    | 6       | Tatjana Pinto         | Allemagne         | 0.164             | 11.16 | Q     |
| 4    | 4       | Khamica Bingham       | Canada            | 0.156             | 11.21 | q     |
| 5    | 3       | Rosângela Santos      | Brésil            | 0.180             | 11.33 | SB    |
| 6    | 9       | Kelly-Ann Baptiste    | Trinité-et-Tobago | 0.150             | 11.48 |       |
| 7    | 8       | Vittoria Fontana      | Italie            | 0.149             | 11.53 |       |
| 8    | 2       | Alvin Tehupeiory      | Indonésie         | 0.189             | 11.92 |       |

#### Série 3
| Rang | Couloir | Athlète             | Pays         | Temps de réaction | Temps | Notes  |
| ---- | ------- | ------------------- | ------------ | ----------------- | ----- | ------ |
| 1    | 4       | Alexandra Burghardt | Allemagne    | 0.133             | 11.08 | Q      |
| 2    | 6       | Javianne Oliver     | États-Unis   | 0.150             | 11.15 | Q      |
| 3    | 9       | Anna Bongiorni      | Italie       | 0.147             | 11.35 | Q      |
| 4    | 7       | Roda Njobvu         | Zambie       | 0.130             | 11.40 | (.394) |
| 5    | 8       | Liang Xiaojing      | Chine        | 0.159             | 11.40 | (.396) |
| 6    | 5       | Tristan Evelyn      | Barbade      | 0.125             | 11.42 |        |
| 7    | 3       | Margaret Barrie     | Sierra Leone | 0.148             | 11.45 | SB     |
| 8    | 2       | Fasihi Farzaneh     | Iran         | 0.143             | 11.79 |        |

#### Série 4
| Rang | Couloir | Athlète               | Pays                       | Temps de réaction | Temps | Notes |
| ---- | ------- | --------------------- | -------------------------- | ----------------- | ----- | ----- |
| 1    | 4       | Marie-Josée Ta Lou    | Côte d'Ivoire              | 0.161             | 10.78 | Q, AR |
| 2    | 7       | Daryll Neita          | Grande-Bretagne            | 0.107             | 10.96 | Q     |
| 3    | 5       | Crystal Emmanuel      | Canada                     | 0.148             | 11.18 | Q     |
| 4    | 6       | Lorene Dorcas Bazolo  | Portugal                   | 0.134             | 11.31 |       |
| 5    | 3       | Maja Mihalinec Zidar  | Slovénie                   | 0.130             | 11.54 | SB    |
| 6    | 9       | Angela Tenorio        | Équateur                   | 0.137             | 11.59 |       |
| 7    | 2       | Amya Clarke           | Saint-Christophe-et-Niévès | 0.153             | 11.71 |       |
| 8    | 8       | Vitoria Cristina Rosa | Brésil                     | -                 | -     | DNS   |

#### Série 5
| Rang | Couloir | Athlète                 | Pays     | Temps de réaction | Temps | Notes |
| ---- | ------- | ----------------------- | -------- | ----------------- | ----- | ----- |
| 1    | 4       | Shelly-Ann Fraser-Pryce | Jamaïque | 0.128             | 10.84 | Q     |
| 2    | 5       | Ajla del Ponte          | Suisse   | 0.131             | 10.91 | Q, NR |
| 3    | 6       | Nzubechi Grace Nwokocha | Nigeria  | 0.161             | 11.00 | Q, PB |
| 4    | 7       | Gina Bass               | Gambie   | 0.134             | 11.12 | q, NR |
| 5    | 2       | Rafaéla Spanoudáki      | Grèce    | 0.133             | 11.45 |       |
| 6    | 8       | Inna Eftimova           | Bulgarie | 0.145             | 11.46 |       |
| 7    | 9       | Dutee Chand             | Inde     | 0.148             | 11.54 |       |
| 8    | 3       | Carla Scicluna          | Malte    | 0.178             | 12.16 |       |

#### Série 6
| Rang | Couloir | Athlète                 | Pays                | Temps de réaction | Temps | Notes |
| ---- | ------- | ----------------------- | ------------------- | ----------------- | ----- | ----- |
| 1    | 7       | Blessing Okagbare       | Nigeria             | 0.147             | 11.05 | Q     |
| 2    | 5       | Asha Philip             | Grande-Bretagne     | 0.110             | 11.31 | Q     |
| 3    | 6       | Tynia Gaither           | Bahamas             | 0.141             | 11.34 | Q     |
| 4    | 9       | Krystsina Tsimanouskaya | Biélorussie         | 0.149             | 11.47 |       |
| 5    | 8       | María Isabel Pérez      | Espagne             | 0.151             | 11.51 |       |
| 6    | 3       | Natacha Ngoye Akamabi   | République du Congo | 0.137             | 11.57 |       |
| 7    | 2       | Azreen Nabila Alias     | Malaisie            | 0.173             | 11.91 |       |

#### Série 7
| Rang | Couloir | Athlète             | Pays              | Temps de réaction | Temps | Notes |
| ---- | ------- | ------------------- | ----------------- | ----------------- | ----- | ----- |
| 1    | 6       | Michelle-Lee Ahye   | Trinité-et-Tobago | 0.123             | 11.06 | Q     |
| 2    | 5       | Shericka Jackson    | Jamaïque          | 0.170             | 11.07 | Q     |
| 3    | 7       | Jenna Prandini      | États-Unis        | 0.148             | 11.11 | SB, Q |
| 4    | 8       | Diana Vaisman       | Israël            | 0.132             | 11.27 | SB    |
| 5    | 4       | Hana Basic          | Australie         | 0.147             | 11.32 |       |
| 6    | 2       | Wei Yongli          | Chine             | 0.174             | 11.48 | SB    |
| 7    | 9       | Jasmine Abrams      | Guyana            | 0.148             | 11.49 |       |
| 8    | 3       | Mudhawi Al-Shammari | Koweït            | 0.167             | 11.81 |       |

### Tour préliminaire
Les 3 premières de chaque série du tour préliminaire (Q) et le meilleur temps (q) se qualifient pour les séries.

#### Série 1
| Rang | Couloir | Athlète                  | Pays                       | Temps de réaction | Temps | Notes |
| ---- | ------- | ------------------------ | -------------------------- | ----------------- | ----- | ----- |
| 1    | 6       | Natacha Ngoye Akamabi    | République du Congo        | 0.124             | 11.47 | Q, SB |
| 2    | 8       | Margaret Vanessa Barrie  | Sierra Leone               | 0.142             | 11.53 | Q, SB |
| 3    | 5       | Amya Clarke              | Saint-Christophe-et-Niévès | 0.155             | 11.67 | Q     |
| 4    | 9       | Djenebou Dante           | Mali                       | 0.169             | 12.12 | SB    |
| 5    | 1       | Hadel Aboud              | Libye                      | 0.126             | 12.70 | PB    |
| 6    | 2       | Bashair Obaid Al Manwari | Qatar                      | 0.142             | 13.12 | PB    |
| 7    | 7       | Kimia Yousofi            | Afghanistan                | 0.157             | 13.29 | NR    |
| 8    | 3       | Alba Mbo Nchama          | Guinée équatoriale         | 0.148             | 13.36 | PB    |
| 9    | 4       | Amed Elna                | Comores                    | 0.161             | 14.30 | PB    |
|      |         |                          |                            | vent : +0.3m/s    |       |       |

#### Série 2
| Rang | Couloir | Athlète             | Pays            | Temps de réaction | Temps | Notes |
| ---- | ------- | ------------------- | --------------- | ----------------- | ----- | ----- |
| 1    | 3       | Fasihi Farzaneh     | Iran            | 0.142             | 11.76 | Q     |
| 2    | 8       | Azreen Nabila Alias | Malaisie        | 0.168             | 11.77 | Q, PB |
| 3    | 4       | Mudhawi Al-Shammari | Koweït          | 0.167             | 11.82 | Q     |
| 4    | 5       | Regine Tugade       | Guam            | 0.135             | 12.17 | SB    |
| 5    | 7       | Charlotte Afriat    | Monaco          | 0.131             | 12.35 |       |
| 6    | 9       | Silina Pha Aphay    | Laos            | 0.170             | 12.41 | SB    |
| 7    | 6       | Hsieh Hsi-en        | Taipei chinois  | 0.171             | 12.49 | PB    |
| 8    | 2       | Sarswati Chaudhary  | Népal           | 0.158             | 12.91 | SB    |
| 9    | 1       | Yasmeen Al-Dabbagh  | Arabie saoudite | 0.153             | 13.34 |       |
|      |         |                     |                 | vent : +0.5m/s    |       |       |

#### Série 3
| Rang | Couloir | Athlète            | Pays               | Temps de réaction | Temps | Notes |
| ---- | ------- | ------------------ | ------------------ | ----------------- | ----- | ----- |
| 1    | 9       | Joella Lloyd       | Antigua-et-Barbuda | 0.179             | 11.55 | Q     |
| 2    | 5       | Asimenye Simwaka   | Malawi             | 0.164             | 11.76 | Q, NR |
| 3    | 7       | Alvin Tehupeiory   | Indonésie          | 0.194             | 11.89 | Q, SB |
| 4    | 1       | Carla Scicluna     | Malte              | 0.152             | 12.11 | q     |
| 5    | 4       | Hanna Barakat      | Palestine          | 0.164             | 12.16 | NR    |
| 6    | 8       | Mazoon Al Alawi    | Oman               | 0.191             | 12.35 |       |
| 7    | 3       | Aïssata Denn Conte | Guinée             | 0.157             | 12.43 | PB    |
| 8    | 6       | Matie Stanley      | Tuvalu             | 0.159             | 14.52 | PB    |
| 9    | 2       | Houleye Ba         | Mauritanie         | 0.147             | 15.26 | PB    |
|      |         |                    |                    | vent :            |       |       |

## Légende
Records et Performances
- AR : Record continental (area record)
- CR : Record des championnats (championship record)
- MR : Record du meeting (meet record)
- NR : Record national (national record)
- OR : Record olympique (olympic record)
- PR : Record paralympique (paralympic record)
- PB : Record personnel (personal best)
- SB : Meilleure performance personnelle de la saison (season's best)
- WL : Meilleure performance mondiale de l'année (world leader)
- WJR : Record du monde junior (world junior record)
- WR : Record du monde (world record)

Circonstances et Conditions
- DNF : N'a pas terminé (did not finish)
- DNS : N'a pas pris le départ (did not start)
- DQ : Disqualification (disqualification)
- NM : Aucun essai valable enregistré (No Mark)
- Q : Qualifié « directement » au prochain tour (ou à la prochaine compétition), lors d'une compétition majeure, grâce au classement ou à la réalisation des minima (automatic qualifier)
- q : Qualifié au prochain tour (ou à la prochaine compétition), lors d'une compétition majeure, grâce au repêchage ou à la réalisation de l'une des meilleures performances parmi celles des « non qualifiés directement » (grâce au meilleur temps ou à la meilleure distance par exemple) (secondary qualifier)